# DD-916 전북

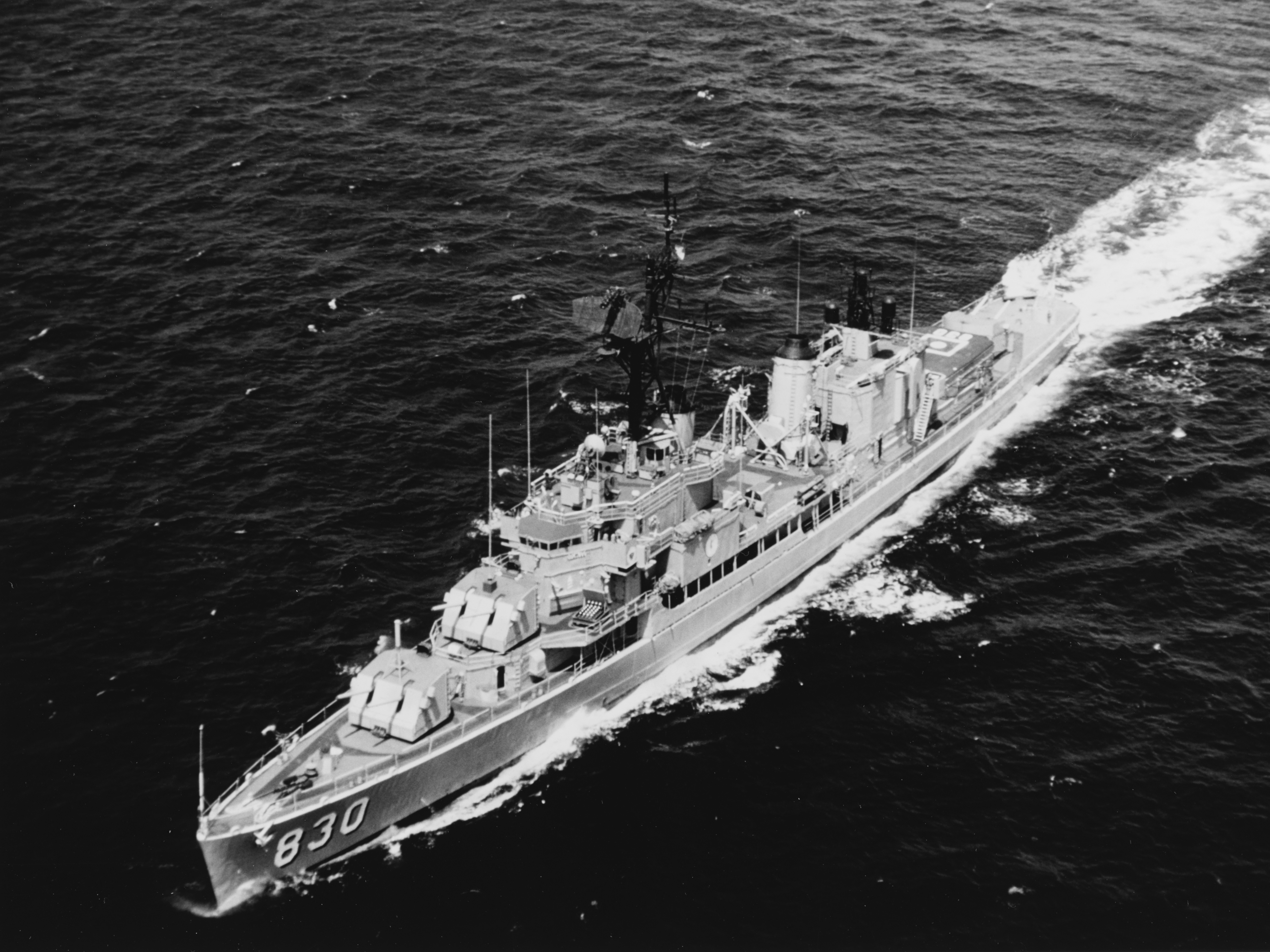
이 사진은 아직 미국 해군에서 DD-830 USS 에버릿 F. 라슨이라는 이름으로 불리던 시절의 사진으로, 1969년 4월 16일 하와이주 오하우 해안에서 항해 중인 모습이다

DD-830 USS 에버릿 F. 라슨(미국 해군) 또는 DD-916 전북(대한민국 해군)은 제2차 세계 대전 당시 미국 해군이 건조한 기어링급 구축함으로서 과달카날 전역에서 전사한 해병대원 에버릿 F. 라슨 일병(1920년 ~ 1942년)의 이름을 따서 붙였다.
에버릿 F. 라슨은 1945년 1월 28일에 메인주 배스의 배스 아이언 웍스(Bath Iron Works)에서 진수되었다. 진수식은 라슨 일병의 어머니인 H. 라슨 여사가 주관했다. 1945년 4월 6일 취역했으며, 초대 함장은 H. 마이어 중령이었다. 이 배는 1949년 3월 18일에 DDR-830으로 재명명되었다.
1972년 8월, 에버릿 F. 라슨은 미국 해군에서 퇴역했으며, 이후 대한민국 해군으로 인도되어 DD-916 전북으로 개명되어 취역했다.

## 미국 해군

### 1945년 ~ 1960년
에버릿 F. 라슨호는 1945년 8월 1일에 보스턴 해군 조선소에서 태평양으로 출항하여 9월 29일에 도쿄 만에 도착했다. 점령지 임무 중인 1945년 10월에 중국의 타쿠에서 해병대 상륙 훈련에 참가했으며, 1946년 4월에는 압류한 일본 제국 해군의 잠수함 24척을 침몰시키는 작전인 "도로 종착점 작전"(Operation Road's End)에 참가했다. 그해 12월 21일에 캘리포니아주 샌디에이고의 샌디에이고 해군 기지로 이동했고, 모항을 뉴포트 해군 기지로 지정받아 1947년 3월 19일에 입항했다.
이후 9년 동안 미국 대서양 함대의 6함대 소속으로 지중해에서 팔레스타인 지방의 위기에 대응하여 근동을 순항하는 7차례의 작전 항해를 마쳤으며, 1948년과 1955년에 북대서양조약기구의 해상 훈련과 미국 동부 해안 및 카리브해에서 벌어진 대잠수함전 훈련에 참가했다.
1956년 6월 28일, 에버릿 F. 라슨은 태평양 함대 임무를 위해 모항으로 배정된 롱비치 해군 기지에 도착했다.캘리포니아 해안부터 북쪽으로 워싱턴주 시애틀까지, 1957년, 1958년, 1959년과 1960년에 동아시아(Far East) 배치를 대비했다. 이 기간 중에 대만까지 항해 임무와 오키나와섬 및 필리핀에서 연습에 참가했고, 77기동부대 (Task Force 77, TF77)의 일원으로서 항공모함 호위 임무를 수행했다. 1958년 항해때는 미국령 사모아의 팡오팡오와 뉴질랜드의 오클랜드를 방문하기도 했다. 1960년에 서태평양에 배치되기 전 마지막 동태평양 작전에서 1 함대 소속으로 1960년 9월에 샌프란시스코 만에서 개최된 연례행사인 그레이트화이트 플릿 리뷰의 관함식에 참가했다.

### 1960년 ~ 1972년
1962년 6월, DD-830 에버릿 F. 라슨은 해군의 FRAM Mk.2 계획에 따라 함 전체에 대한 성능 개수 공사를 받기 위해 롱비치 해군 조선소에 들어갔다. FRAM Mk.2에 따라 DD-830 에버릿 F. 라슨은 레이다 피켓 구축함에서 현대적인 대잠수함 전투용 함정으로 변신했다. 이에 따라 함 번호를 DDR-830으로 개칭하고 3인치 함포와 SPS-6 레이다, SPS-8 레이다를 역사 속에 묻어버리고, 1962년 12월 30일에 대잠전 구축함으로 함대에 복귀했다.
1963년 4월, 에버릿 F. 라슨은 19 구축함전대(DESRON 19, Destroyer Group)에서 23 구축함전대로 이동했다. 23 구축함전대는 제2차 세계 대전 당시 알레이 버크 제독이 지휘하며 "작은 비버"(the Little Beavers)라는 이름을 갖게 된 전대였다. 에버릿 F. 라슨은 231 구축함대(DESDIV 231)로 배치되었다.
1965년 8월 27일, 에버릿 F. 라슨은 300발 이상의 5인치 38구경장 함포탄을 북베트남 해안 포격 작전에서 쏘면서 제2차 세계 대전 이래 처음으로 실전에서 적을 함포 사격을 했다. 9월 초까지 함포 사격과 근처에서 작전 중인 3~4척의 공격 항공모함들을 지원하며 함재기 유도 역할을 맡으면서 사격 개시선(gun line)에 머물렀다. 이 기간 중에 연료는 USS 베닝턴과 AO-145 USS 하사얌파(Hassyampa)로부터, 보급품은 AF-54 USS 픽터와 AFS-4 USS 팔럭스(POLLUX)로부터, 각종 탄약은 AE-18 USS 파리쿠틴을 통해 보급받았다.
1966년 2월 27일, 라슨은 1965년 11월에 시작된 정기 분해 수리(Overhaul)를 마친 후 롱비치 해군 공창을 떠났다. 캘리포니아주 샌디에이고에서 3월 12일부터 1966년 4월 22일까지 휴식 훈련을 실시하고, 곧바로 5 대잠수함전단(5 ASWGRU, Anti- Submarine Group)과 함께 "추적-격침 대잠수함전 훈련"(HUKASWEX, Hunter Killer Anti- Submarine Exercise)을 실시했다. 훈련 완료 후, 라슨은 서부 태평양(WESTPAC, Western Pacific) 작전 배치 준비에 들어갔다.
1966년 6월 9일, 에버릿 F. 라슨은 5대잠수함전단 소속으로 서태평양에 배치되었다. 에버릿 F. 라슨함은 CV-33 USS 키어세어지(USS Kearsarge) 구축함대(DESDIV 252), 53 항공모함 대잠수함 전단(CVSG 53) 등 다른 5대잠수함전단 소속 함정들과 함께 배치 전 전투 준비 태세 평가(ORE, Operational Readiness Evaluation)를 하와이 작전 해역에서 받았다. 덧붙여, 진주만에서 보냈던 시간은 향후 장기 원양 항해를 준비하는 시간이기도 했다. 마침내 7월 5일에 라슨은 일본의 요코스카를 향해 출항했고, 1966년 7월 14일에 도착했다. 함장 존 G. 팔머 중령은 1966년 7월 18일에 요코스카에서 도널드 R. 셰퍼 중령에게 임무를 인계했다.
7월 20일에 라슨 호는 요코스카를 떠나 동해를 통과했다. 항해 훈련 기간 동안 7월 28일까지 일본 해상자위대가 항로를 안내했으며, 8월 1일까지는 대한민국 해군이 항로를 인도했다. 8월 2일, 라슨 호는 일본 사세보에 입항했으며, 8월 8일에 양키 스테이션 임무를 위해 5 대잠수함전단과 함께 사세보 항을 떠났다. 양키 스테이션 임무는 단기간으로 끝냈으며, 그 후 라슨 호는 대만의 카오슝과 지룽항에서 태풍이 다가오면서 항구를 떠나 다시 양키 스테이션으로 떠나는 9월 15일까지 머무르며 순항 임무를 수행했다. 양키 스테이션에 도착하자마자, 라슨 호는 실버 스케이트 작전에 참가하라는 명령을 받았고, 9월 22일부터 27일까지 작전을 수행했다. 라슨 호가 받은 명령은 남베트에 함포 사격 지원을 하는 것이었다. 라슨은 10월 1일에 다낭 항에 입항하여 10월 6일까지 다시 화력 지원 임무를 수행했다. 이 기간 동안 라슨은 총 5인치 38구경장 포탄 656발을 쐈으며, 63명의 베트콩 병사들을 사살하거나 부상을 입혔다. 여기에 건물 62채와 수많은 도로 및 참호도 파괴했다.

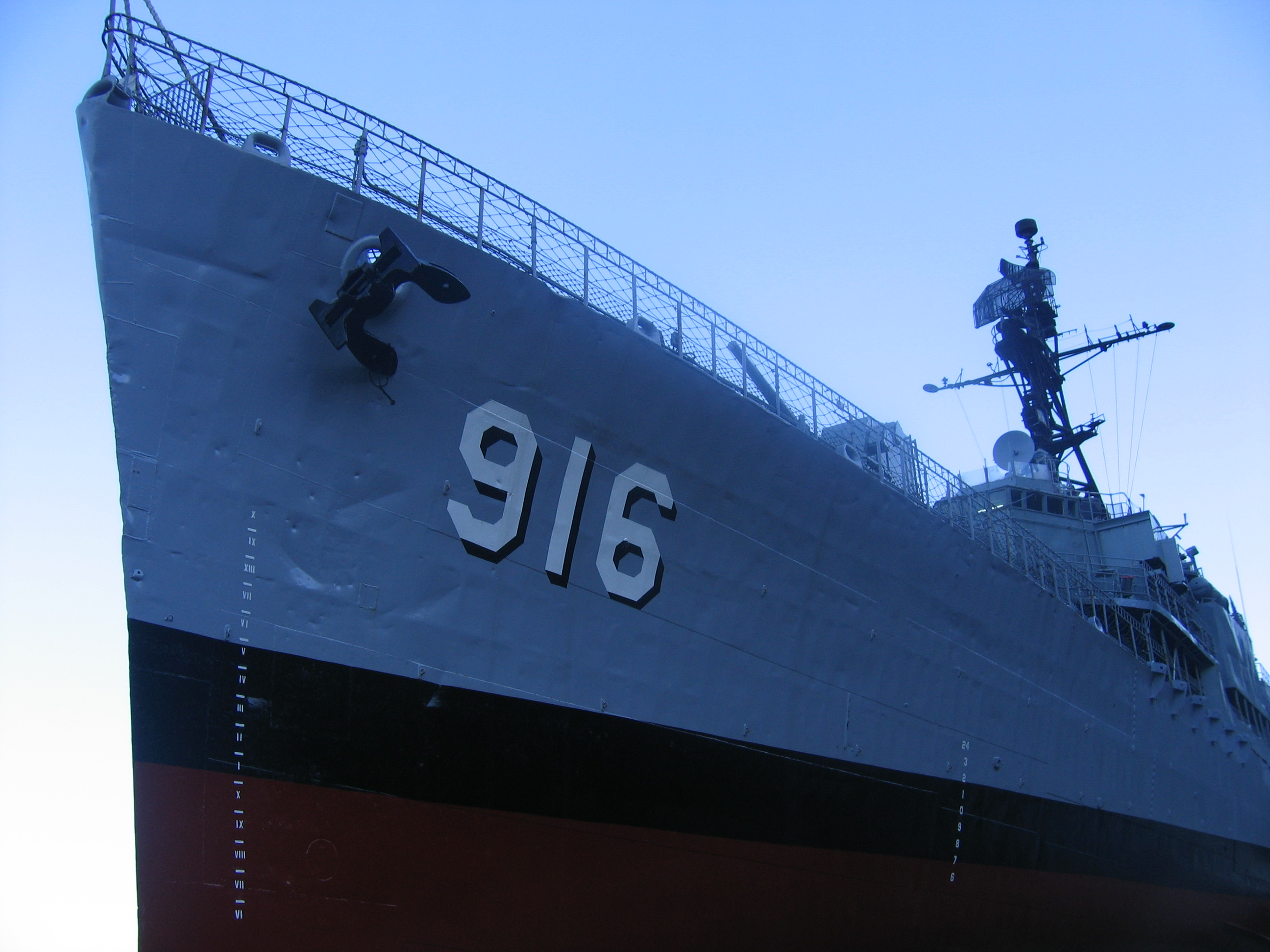
DD-916 전북함의 함수 부분

화력 지원 임무를 마친 후, 라슨 호는 수리 등을 위해 필리핀 수빅 만 해군기지로 가라는 명령을 받았다. 수리를 마친 후 라슨 호는 다시 양키 스테이션으로 복귀했으며, 1966년 10월 30일 홍콩으로 파견되기 전까지 7 함대 소속 다른 함정들과 함께 작전했다. 11월 5주, 라슨 호는 타이완 순항 임무를 계속하기 위해 카오슝에 입항했다. 라슨 호는 12월 11일 일본 요코스카로 출발할 때까지 평온하게 임무를 수행했다. 라슨 호는 12월 5일부터 9일까지 요코스카 항에 정박했으며, 이후 5 대잠수함전단의 나머지와 함께 미국으로 출발했으며, 12월 12일에 7함대에서 1함대로 변경 배치되었다.
1967년 8월, 서태평양에 배치된 라슨은 1968년 1월 6일부터 10일까지 대잠수함 훈련 진행을 담당했다. 1월 15일부터 21일까지 홍콩에 정박했고, 21일에 타이완의 카오슝으로 향했다. 카오슝에 도착한 지 5일 후에 라슨은 급히 푸에블로 호 납치 사건이 벌어진 동해로 급파되어 먼저 와 있던 다른 함대에 합류했다. 라슨 호는 71기동함대(TF 71)의 23 구축함전대로 지정되어 1월 31일부터 3월 2일까지 동해에서 작전했다. 3월 2일 ~ 12일에는 유지 정비를 위해 사세보 항에 정박했고, 3월 13일에 다시 동해로 돌아가 21일까지 볼티모어급 순양함 캔버라와 함께 작전했으며, 3월 22일과 23일에 걸쳐 일본의 사세보 항에서 복귀할 준비를 했다.
3월 24일에 사세보를 출발한 라슨 호는 4월 6일에 롱비치에 도착했다. 라슨 호가 롱비치에 도착한 4월 6일은 취역한 지 23주년이 되는 날이었다. 4월 6일 이후 라슨은 퇴역 때까지 대부분의 시간을 항구에 정박한 채 보내거나 캘리포니아 남쪽 작전 구역에서 다른 함정들과 합동 훈련을 지원하며 지냈다. 라슨 호의 가장 중요한 임무는 1대잠수함그룹 소속으로서 대잠수함전 훈련을 하는 것이었다. 이 그룹에는 CVS-33 USS 키새지, DD-723 USS 월키, DD-754 USS 프랭크 E. 에번스, DD-787 USS 제임스 E. 카이, DD-830 USS 에버릿 F. 라슨, DEG-3 USS 쇼필드, DE-1037 USS 브론슈타인 등으로 구성되어 있었다.
1969년 3월, 라슨 호는 DD-754 USS 프랭크 E. 에번스, DD-787 USS 제임스 E. 카이 등과 함께 231 구축함대로 편성되어 하와이를 거쳐 동아시아로 파견되었다. 동아시아 배치 기간 중 라슨 호는 오키나와, 필리핀을 타이완 순항 임무에 투입되었으며, 다시 베트남으로 이동하여 북베트남의 해안 지대 포격 및 남베트남에 대한 화력 지원 임무, 그리고 항공모함 77기동함대의 호위 임무에 투입되었다.
1972년 8월, 에버릿 F. 라슨은 미국 해군에서 퇴역했으며, 이후 대한민국 해군으로 인도되어 DD-916 전북으로 개명되어 취역했다.

## 대한민국 해군

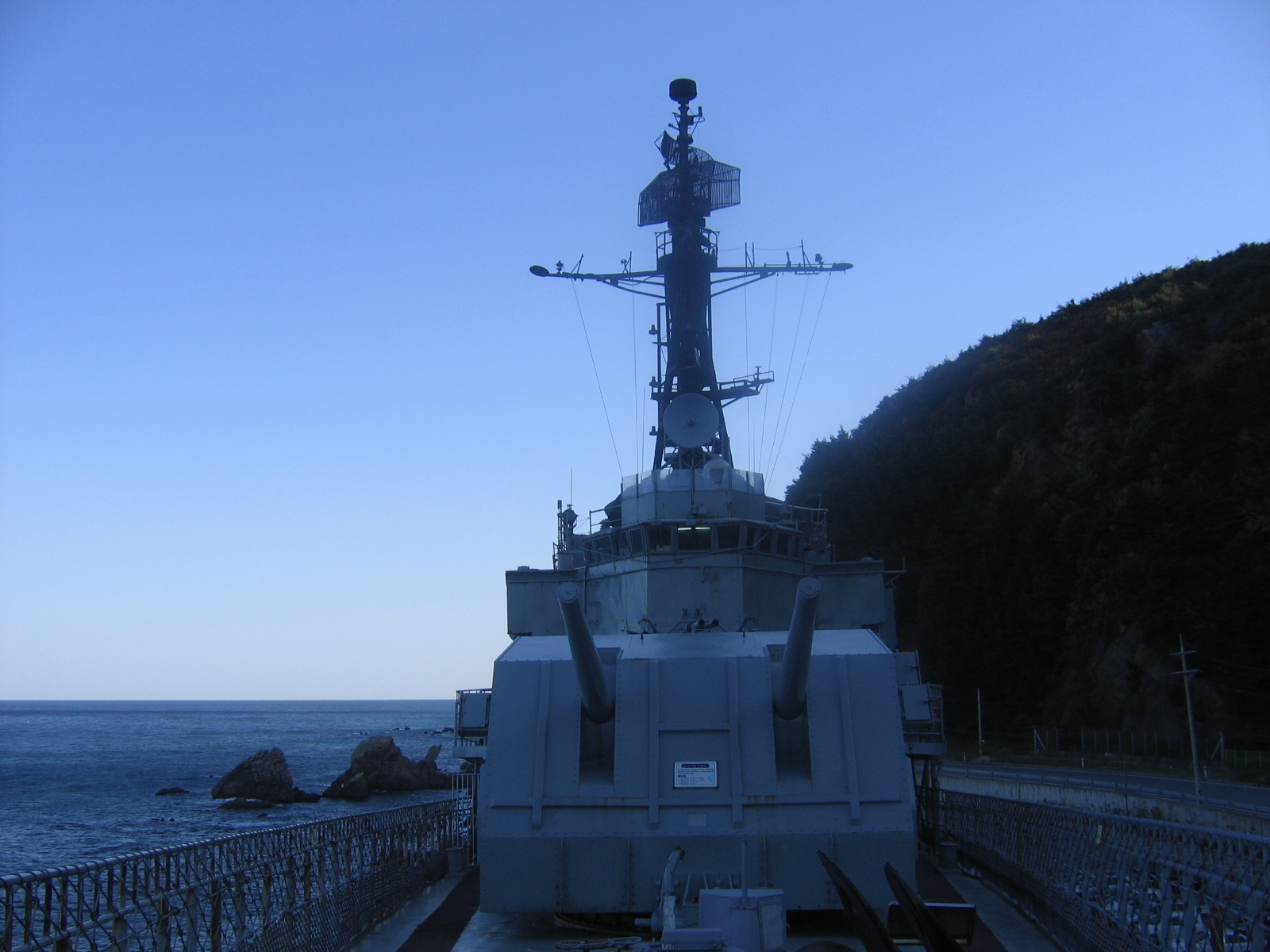
함수 5인치 38구경장 함포 및 함교

에버릿 F. 라슨이 대한민국 해군에 인도된 것은 1972년 10월 30일이었다. DD-916 전북으로 개명된 이 배는 1999년 12월에 퇴역할 때까지 대한민국 해군 2함대 소속으로 운용됐으며, 대한민국 해군 함정 중에서는 최초로 헬리콥터 및 하푼 대함 미사일을 운용했다. 이후 퇴역하여 해군 소유로 강릉통일공원에서 함정박물관으로 바뀌어 전시되었다가 노후화로 2021년에 해체되었다.

## 외부 추가 정보
- history.navy.mil: USS Everett F. Larson 보관됨 2007-02-10 - 웨이백 머신
- navsource.org: USS Everett F. Larson
- hazegray.org: USS Everett F. Larson
- D-916 전북 보관됨 2011-09-01 - 웨이백 머신